# Шюрман, Пьер-Андре
Пьер-Андре Шюрман (фр. Pierre-André Schürmann; 5 июля 1960, Порт-Вале, округ Монте) — швейцарский футболист, выступавший на позиции полузащитника, и футбольный тренер. По состоянию на 2016 год возглавляет олимпийскую олимпийскую сборную Алжира.

## Карьера

### Клубная карьера
В качестве игрока выступал за клубы Швейцарии, в том числе в течение шести сезонов играл за «Лозанну» и в её составе в сезоне 1990/91 участвовал в матчах Кубка УЕФА. Всего за свою карьеру принял участие в 425 матчах чемпионата во всех дивизионах и забил 105 голов.

### Карьера тренера
Начал тренерскую карьеру в 1994 году в клубе «Виль», где первое время был играющим тренером.
С октября 1998 до декабря 2000 года работал со своим бывшим клубом «Лозанна», игравшим тогда в первом дивизионе, и в сезоне 1998/99 привёл к победе в Кубке Швейцарии, а в следующем сезоне вывел клуб из первого дивизиона в высший. Также в сезоне 1999/2000 во второй раз подряд вывел клуб в финал Кубка Швейцарии, где «Лозанна» уступила «Цюриху». При Шюрмане клуб дважды участвовал в Кубке УЕФА — в сезоне 1999/2000 в первом же раунде уступил испанской «Сельте», а в сезоне 2000/01 выбил из розыгрыша «Корк Сити», московское «Торпедо» и «Аякс» и уступил французскому «Нанту».
С 2001 года работал со сборными Швейцарии младших возрастов. В 2002 году привёл юношескую сборную страны к победе в чемпионате Европы среди 17-летних. В 2004 году вместе с командой 19-летних игроков стал полуфиналистом чемпионата Европы, а в 2005 году с этой же командой (U20) участвовал в финальной части молодёжного чемпионата мира, но швейцарцы не смогли выйти из группы. С 2007 года работал тренером молодёжной сборной Швейцарии, сменив Бернара Шалланда, но покинул команду в 2009 году, после того как она не смогла квалифицироваться на молодёжный чемпионат Европы.
В июне 2009 года назначен тренером «Ксамакса», но в апреле следующего года, после четырёх поражений подряд, был уволен. В декабре 2011 года назначен тренером эмиратского клуба «Дубай», но вскоре покинул команду, за сезон в клубе сменилось пять тренеров. В марте-октябре 2012 года был главным тренером дублирующего состава симферопольской «Таврии». С октября по декабрь 2012 года работал главным тренером «Сьона», в клубе в том сезоне также сменилось пять тренеров.
С 2014 года работает с молодёжной (U23) сборной Алжира, в 2015 году стал серебряным призёром чемпионата Африки среди 23-летних, тем самым команда Алжира квалифицировалась на Олимпиаду в Рио-де-Жанейро.